# Stephen Butterworth
Stephen Butterworth (* 11. August 1885 in Rochdale; † 28. Oktober 1958 Cowes auf der Isle of Wight) war ein britischer Physiker und erfand das nach ihm benannte Butterworth-Filter.

## Leben
Stephen war das zweite von vier Kindern des Postboten Alexander Butterworth und seiner Frau Elizabeth.
Er studierte von 1904 bis 1908 an der Universität in Manchester und schloss das Studium als Master of Science im Fach Physik ab. Die nächsten elf Jahre unterrichtete er Physik am Städtischen College in Manchester – dem Manchester Municipal College of Technology.
Anschließend arbeitete er am National Physical Laboratory an der Standardisierung und Bestimmung der induktiven Eigenschaften von Bauelementen. Im Jahr 1921 wechselte er zum Admiralty Research Laboratory und forschte dort an der Stabilität von Torpedos, Unterwasserexplosionen und an elektromagnetischen Feldern um Seekabel. Während des Zweiten Weltkrieges arbeitete er an Minen mit magnetischem Zünder und entwickelte Methoden zur Entmagnetisierung von Schiffen als Schutz vor diesen Minen. 1939 bekleidete er den Posten des "Principal Scientific Officer" am Forschungslabor der Admiralität (Admiralty Research Laboratory). In den Ruhestand wechselte er 1945.
Butterworth war ein exzellenter Anwender der Mathematik und erfindungsreicher Experimentator. Er galt als still und bescheiden.

## Auszeichnungen
Der britische Verdienstorden Officer of the Order of the British Empire (OBE) wurde ihm 1942 verliehen.

## Veröffentlichungen (Auswahl)
- S. Butterworth: On the vibration galvanometer and its application to inductance bridges. In: Proceedings of the Physical Society of London. Band 24, Dezember 1911, S. 75–94.
- S. Butterworth: A method of measuring small inductances. In: Proceedings of the Physical Society of London. Band 24, Dezember 1911, S. 210–214.
- S. Butterworth: On electrically-maintained vibrations. In: Proceedings of the Physical Society of London. Band 27, Dezember 1914, S. 410–424.
- S. Butterworth: On the self-inductance of single-layer flat coils. In: Proceedings of the Physical Society of London. Band 32, Dezember 1919, S. 31–37.
- S. Butterworth: The maintenance of a vibrating system by means of a triode valve. In: Proceedings of the Physical Society of London. Band 32, Dezember 1919, S. 345–360.
- S. Butterworth: Capacity and eddy current effects in inductometers. In: Proceedings of the Physical Society of London. Band 33, Dezember 1920, S. 312–354.
- S. Butterworth: Notes on Earth Capacity Effects in Alternating-Current Bridges. In: Proceedings of the Physical Society of London. Band 34, Dezember 1921, S. 8–16.
- S. Butterworth: Note on the alternating current resistance of single layer coils. In: Physical Review. Band 23, 1924, S. 752–755.
- S. Butterworth: Designing low-loss receiving coils. In: Wireless World. Band 19, 1926, S. 754 und 811.
- S. Butterworth: On the theory of filter amplifiers. In: Experimental Wireless and the Wireless Engineer. Band 7, 1930, S. 536–541.